# Чёрный кролик
«Чёрный кро́лик» (англ. Black Rabbit) — предстоящий драматический мини-сериал Зака Бейлина и Кейт Сасман. Главные роли в нём исполнят Джуд Лоу и Джейсон Бейтман. Бейтман также станет режиссёром. Премьера состоится на стриминговой платформе Netflix 18 сентября 2025 года.

## Сюжет
В жизни преуспевающего бизнесмена внезапно появляется его брат-неудачник. Это ставит под угрозу всё, что он создал.

## В ролях
- Джуд Лоу
- Джейсон Бейтман
- Клеопатра Коулман
- Амака Окафор[англ.]
- Шопе Дирису
- Дагмара Доминчик

## Эпизоды
| № | Название | Режиссёр        | Автор сценария | Дата премьеры |
| - | -------- | --------------- | -------------- | ------------- |
| 1 | TBA      | Джейсон Бейтман | TBA            | TBA           |
| 2 | TBA      | Джейсон Бейтман | TBA            | TBA           |
| 3 | TBA      | Лора Линни      | TBA            | TBA           |
| 4 | TBA      | Лора Линни      | TBA            | TBA           |
| 5 | TBA      | Бен Семанофф    | TBA            | TBA           |
| 6 | TBA      | Бен Семанофф    | TBA            | TBA           |
| 7 | TBA      | Джастиен Керзел | TBA            | TBA           |
| 8 | TBA      | Джастиен Керзел | TBA            | TBA           |

## Производство
Проект был анонсирован в 2022 году: создателями телесериала «Чёрный кролик» для Netflix стали Зак Бейлин и Кейт Сасман, а на главные роли были утверждены Джуд Лоу и Джейсон Бейтман.
Режиссёром всех эпизодов стал Джейсон Бейтман. В марте 2024 года стало известно, что в сериале также снимутся Клеопатра Коулман, Амака Окафор, Шопе Дирису и Дагмара Доминчик.
Съёмки начались в апреле 2024 года в Нью-Йорке.
Премьера мини-сериала состоится на стриминговой платформе Netflix 18 сентября 2025 года.